# Савельев, Геннадий Алексеевич
Геннадий Алексеевич Савельев (24.06.1928 — 25.03.2010) ― организатор производства, директор Дубненского машиностроительного завода (1987—1991), лауреат Государственной премии СССР.
Родился 24 июня 1928 г. в п. Золотково Гусь-Хрустального района Владимирской области.
Окончил Казанский авиационный институт по специальности инженер-механик по самолетостроению (1952) и Московский инженерно-экономический институт по специальности организатор промышленного производства и строительства (1967).
С 1952 г. по 1968 г. работал на авиационном заводе в Дубне в должностях от инженера серийно-конструкторского отдела до заместителя главного инженера.
В 1969—1970 гг. первый секретарь Дубненского ГК КПСС.
С 1970 г. по 1987 г. — главный инженер Дубненского машиностроительного завода, в 1987—1993 гг. его директор.
Под его руководством было освоено несколько десятков образцов ракет разработки МКБ «Радуга», проведена реконструкция и модернизация производства.
С 1995 г. директор Музея Дубненского машиностроительного завода.
Автор выдержавшей два издания книги «От гидросамолета до суперсовременных ракет».
Лауреат Государственной премии СССР. Награждён орденами Ленина, Октябрьской Революции, Трудового Красного Знамени и медалями. Почётный авиастроитель СССР.